# Województwo malborskie

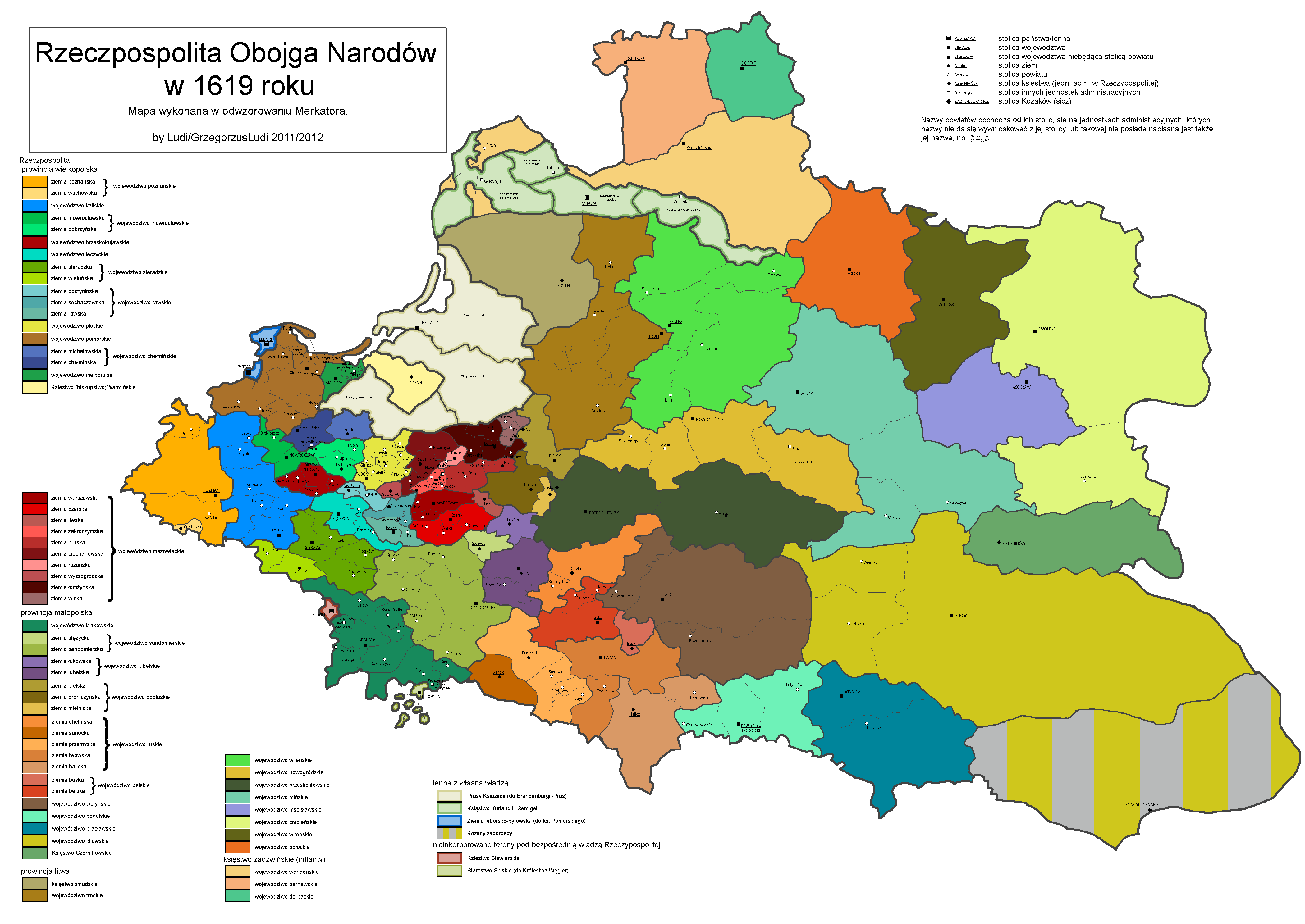
Mapa Rzeczypospolitej Obojga Narodów w 1619 r. Podział na województwa, ziemie i powiaty

Województwo malborskie (łac. Palatinatus Marienburgensis) – województwo w I Rzeczypospolitej istniejące w latach 1466–1772. Stanowiło jedną z czterech części Prus Królewskich, należących do prowincji wielkopolskiej. Stolicą był Malbork, jednakże sejmiki ziemskie odbywały się w Sztumie, a wojewoda rezydował w Dzierzgoniu (wtedy Kiszpork). Województwo malborskie było najmniejszym województwem Prus Królewskich. Szlachta była nieliczna i tylko ona mogła brać udział w sejmiku wojewódzkim obradującym w Sztumie.
Województwo istniało do 1772, gdy w wyniku I rozbioru Rzeczypospolitej tereny województwa zostały w całości włączone do Królestwa Prus. Jego dawne terytorium określane bywa od tego czasu jako ziemia malborska, zarówno w piśmiennictwie jak i w języku potocznym.

## Terytorium

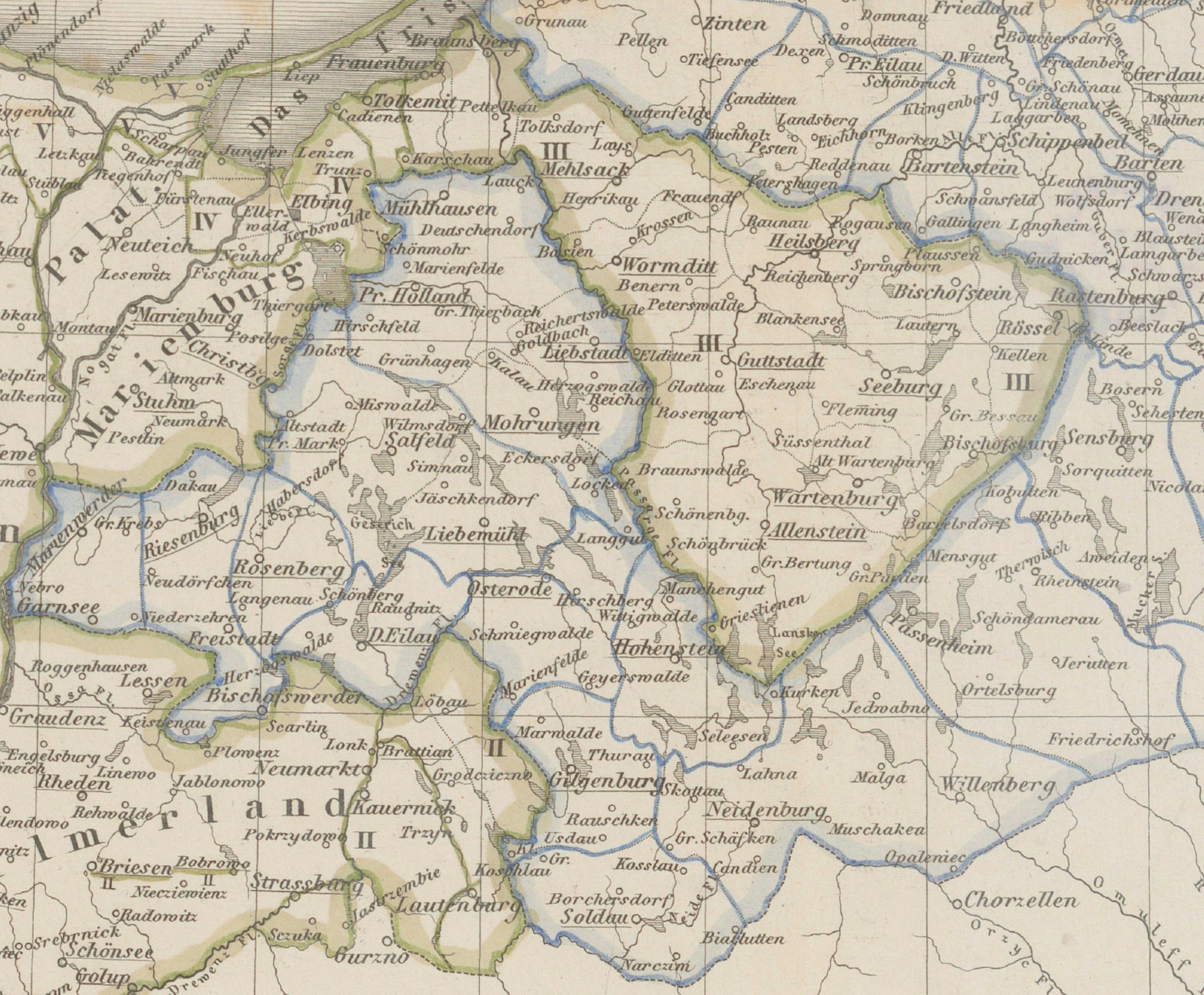
Ziemia malborska, Prusy Górne i Warmia w latach 1525-1772 (mapa Max Töppen)

Województwo malborskie było najmniejszym województwem Prus Królewskich. Obejmowało obszar od Zatoki Gdańskiej i Zalewu Wiślanego, granicząc od wschodu z księstwem warmińskim. Od południowego wschodu także z częścią Prus Książęcych zwaną Prusami Górnymi (Oberland), a od zachodu graniczyło z województwem pomorskim poprzez koryto Wisły. Województwo obejmowało znaczną część Żuław Wiślanych.
Województwo obejmowało obszar 2096 km².

## Administracja
Za stolicę województwa uznawano Malbork, gdzie na przemian z Grudziądzem odbywały się sesje sejmu stanów pruskich (tzw. generał pruski).
Województwo malborskie dzieliło się na 4 powiaty:
- sztumski
- kiszporski (dzierzgoński)
- elbląski
- malborski.

Województwo miało 1 starostwo grodowe kiszporskie (dzierzgońskie) oraz 2 starostwa niegrodowe: sztumskie, tolkmickie. Zygmunt Gloger wskazywał, że były jeszcze inne.
Wojewoda malborski był jednocześnie starostą kiszporskim (dzierzgońskim). Wybierał sobie podwojewodziego i pisarza. Sprawował także sądy grodzkie w Dzierzgoniu (wtedy Kiszpork).
W Malborku nie odbywały się sądy, a jedynie w Dzierzgoniu oraz sądy grodzkie i ziemskie w Sztumie. Sądy ziemskie sprawował sędzia ziemski z ławnikami.

## Sejmiki
Sejmiki ziemskie odbywały się w Sztumie, gdzie wybierano 8 posłów (po dwóch z powiatu) na sejmik generalny dla Prus Królewskich i 2 deputatów do Trybunału Koronnego w Piotrkowie. W sejmikach wojewódzkich obradujących w Sztumie uczestniczyło od kilku do 50 osób. W XVIII w. miejscem spotkań stawał się zazwyczaj kościół sztumski. Termin sejmiku malborskiego wyznaczał wojewoda malborski. Z kancelarii grodzkiej wojewody, znajdującej się w Dzierzgoniu, wychodziły do szlachty uniwersały. W razie nieobecności wojewody uniwersały ogłaszał kasztelan elbląski.
Gród w Sztumie zależał od starosty w Kiszporku (czyli wojewody).